# Thập niên 1170
Thập niên 1170 là thập niên diễn ra từ năm 1170 đến 1179.